# Kiados
Kiados lub Dziaos (gr. Κιάδος lub Τζιάος, tur. Serdarlı) – wieś  na Cyprze, w dystrykcie Famagusta. Położona jest na terenie republiki Cypru Północnego.